# Dévényújfalui avar kori temető
A dévényújfalui temető a Szlovákia területén ezidáig feltárt legnagyobb avar kori temető. A temetőt homokbányászás alkalmával találták. 1925-ben a nyugdíjas Jozef Zavadil osztrák postaügyi miniszter fedezte fel és 1926-1933 között Jan Eisner (Csehszlovák Régészeti Intézet) vezetésével a bányászással párhuzamosan folyt a feltárás.
A temető területén 862 sírt sikerült feltárni, ennél azonban a számuk eredetileg magasabb lehetett. Többségük csontvázas, 27 sír pedig hamvasztásos (főként urnás). Érdekes jelenség a sírok feletti hatalmas máglyák nyoma, ill. a lovassírok magas száma (összesen 94 db). A temető keltezése a 7. század második fele és a 8. század közé tehető.
A leletek és a dokumentáció a második világháború végén Pozsony bombázása alkalmával megsérültek, ezért a temetőt közlő monográfia információi sok helyütt a szerző rekonstrukcióján és véleményén alapulnak. Manapság a megmaradt leletek a pozsonyi Régészeti Múzeum gyűjteményében találhatóak.

## Kiállítások
- 2009 Szlovákia régészeti történelme (néhány darab)

### Külső hivatkozások
- Devínska Nová Ves – Elektronický časopis